# Patinatge de velocitat en pista curta als Jocs Olímpics d'hivern de 2006 - 5.000 metres relleus masculins
Als Jocs Olímpics d'Hivern de 2006 celebrats a la ciutat de Torí (Itàlia) es disputà una prova de patinatge de velocitat en pista curta sobre una distància de 5.000 metres en categoria masculina en el format de relleus que formà part del programa oficial dels Jocs.
La prova es disputà entre els dies 15 i 25 de febrer de 2006 a les instal·lacions del Torino Palavela. Hi participaren un total de 35 patinadors de 8 comitès nacionals diferents.

## Resum de medalles
| Or                                                                               | Argent                                                                                                 | Bronze                                                                    |
| Corea del SudAhn Hyun Soo · Lee Ho-Suk · Oh Se-Jong* · Seo Ho-Jin · Song Suk-Woo | CanadàEric Bédard · Jonathan Guilmette* · Charles Hamelin · François-Louis Tremblay · Mathieu Turcotte | Estats UnitsAlex Izykowski · J. P. Kepka · Apolo Anton Ohno · Rusty Smith |

*: patinadors que no patinaren a la final però que foren guardonats amb la medalla.

## Resultats

### Semifinals
Els dos primers temps de cada semifinal es classifiquen per la Final A, la resta de temps per a la Final B. L'equip italià de la segona semifinal fou repescat per a la Final A per desqualificació de l'equip japonès, responsable de l'obstrucció d'un patinador durant la competició.
Semifinal 1
| Rank | Athlete                                                                             | Result   | Notes |
| ---- | ----------------------------------------------------------------------------------- | -------- | ----- |
| 1    | Canadà Eric Bedard · Jonathan Guilmette · Charles Hamelin · Francois-Louis Tremblay | 6:57.004 | QA    |
| 2    | Corea del Sud Ahn Hyun-Soo · Lee Ho-Suk · Oh Se-Jong · Seo Ho-Jin                   | 7:01.783 | QA    |
| 3    | Alemanya Thomas Bauer · Tyson Heung · Arian Nachbar · Sebastian Praus               | 7:02.367 | QB    |
| 4    | Austràlia Lachlan Hay · Stephen Lee · Mark McNee · Elliot Shriane                   | 7:03.356 | QB    |

Semifinal 2
| Rank | Athlete                                                                      | Result        | Notes |
| ---- | ---------------------------------------------------------------------------- | ------------- | ----- |
| 1    | Estats Units Alex Izykowski · J.P. Kepka · Apolo Anton Ohno · Rusty Smith    | 6:55.082      | QA    |
| 2    | R.P. de la Xina Li Haonan · Li Jiajun · Li Ye · Sui Baok                     | 6:55.476      | QA    |
| 3    | Itàlia Fabio Carta · Yuri Confortola · Nicola Franceschina · Nicola Rodigari | 7:07.358      | ADV   |
|      | Japó Yoshiharu Arino · Takahiro Fujimoto · Takafumi Nishitani · Satoru Terao | desqualificat |       |

### Finals
Final A
| Pos. | Nom                                                                               | Temps         |
| ---- | --------------------------------------------------------------------------------- | ------------- |
| 1    | Corea del Sud Ahn Hyun-Soo · Lee Ho-Suk · Seo Ho-Jin · Song Suk-Woo               | 6:43.376 (RO) |
| 2    | Canadà Eric Bedard · Charles Hamelin · Francois-Louis Tremblay · Mathieu Turcotte | 6:43.707      |
| 3    | Estats Units Alex Izykowski · J.P. Kepka · Apolo Anton Ohno · Rusty Smith         | 6:47.990      |
| 4    | Itàlia Fabio Carta · Yuri Confortola · Nicola Franceschina · Nicola Rodigari      | 6:48.597      |
| 5    | R.P. de la Xina Li Haonan · Li Jiajun · Li Ye · Sui Baok                          | 6:53.989      |

Final B
| Pos. | Nom                                                                     | Temps    |
| ---- | ----------------------------------------------------------------------- | -------- |
| 1    | Austràlia Lachlan Hay · Stephen Lee · Mark McNee · Elliot Shriane       | 7:01.666 |
| 2    | Alemanya Thomas Bauer · Andre Hartwig · Arian Nachbar · Sebastian Praus | 7:13.338 |